# Ashera (kat)
Een ashera is een katachtige die door fokkers in de Verenigde Staten werd verhandeld als een hybride van de huiskat en twee wilde kattensoorten. Het dier, dat veel groter is dan een huiskat, wordt niet erkend als raskat en is mogelijk een variant van de savannah.

## Kenmerken
Een volwassen exemplaar weegt zo'n 11 à 13 kilo en is circa 1,20 meter lang.

## Herkomst
Ashera's werden door meerdere fokkers aangeboden.
Het bedrijf Allerca, later Lifestyle Pets uit Los Angeles adverteerde met dergelijke dieren en kwam er prominent mee in het nieuws. De ashera van dit bedrijf zou een kruising zijn van de gewone huiskat met de Afrikaanse serval en de uit Azië afkomstige Bengaalse tijgerkat. Los daarvan beweerde het bedrijf dat het huiskatten kon leveren die door een mutatie een afwijkend Fel d 1-gen hadden, waardoor het hypoallergene katten zouden zijn. Daardoor zouden ook personen met allergische gevoeligheid ze kunnen houden. Deze bewering werd betwist en de eigenaar is meerdere malen veroordeeld wegens malversaties.

## Handel
In 2006 werd in de Verenigde Staten 6000 dollar of meer gevraagd voor volwassen ashera's om mee te fokken. In januari 2008 werd geprobeerd via Luchthaven Schiphol drie ashera's in Nederland te importeren. De Algemene Inspectiedienst nam de dieren in beslag omdat ze wilde nagaan of deze mogelijk kenmerken van een beschermde diersoort bezitten. Deze mogen namelijk zonder vergunning niet worden ingevoerd. Het Eindhovense echtpaar Jeffrey en Sabrina Borrenbergs had voor een van de dieren 22.000 euro betaald en wilde de ashera als huisdier houden. De andere twee waren bestemd voor locaties buiten Nederland. De rechtbank in Haarlem verklaarde het echtpaar op 20 juli 2011 schuldig aan de invoer van de verboden asherakat, zonder oplegging van straf.